# Mistrzostwa Europy w Zapasach 1983
38. Mistrzostwa Europy w zapasach odbywały się od 17 do 21 kwietnia w Budapeszcie.

## Styl klasyczny

### Medaliści
| Konkurencja | Złoto              | Srebro             | Brąz                |
| ----------- | ------------------ | ------------------ | ------------------- |
| -48 kg      | Bratan Cenow       | Wasilij Anikin     | Csaba Vadász        |
| -52 kg      | Lajos Rácz         | Siergiej Diudiajew | Roman Kierpacz      |
| -57 kg      | Emił Iwanow        | Bambis Cholidis    | Wasilij Fomin       |
| -62 kg      | Żiwko Wangełow     | Constantin Uță     | Aleksandr Litwinow  |
| -68 kg      | Giennadij Jermiłow | Jerzy Kopański     | Tapio Sipilä        |
| -74 kg      | Ferenc Kocsis      | Andrzej Supron     | Ștefan Rusu         |
| -82 kg      | Tejmuraz Apchazawa | Ion Draica         | Andrzej Malina      |
| -90 kg      | Igor Kanygin       | Atanas Komszew     | Ilie Matei          |
| -100 kg     | Andrej Dimitrow    | Tamás Gáspár       | Wiktor Awdyszew     |
| +100 kg     | Nikoła Dinew       | József Nagy        | Jewgienij Artiuchin |

### Tabela medalowa
| Lp. | Państwo   | Złoto | Srebro | Brąz |
| --- | --------- | ----- | ------ | ---- |
| 1   | Bułgaria  | 5     | 1      | 0    |
| 2   | ZSRR      | 3     | 2      | 4    |
| 3   | Węgry     | 2     | 2      | 1    |
| 4   | Polska    | 0     | 2      | 2    |
|     | Rumunia   | 0     | 2      | 2    |
| 6   | Grecja    | 0     | 1      | 0    |
| 7   | Finlandia | 0     | 0      | 1    |

## Styl wolny

### Medaliści
| Konkurencja | Złoto               | Srebro            | Brąz                    |
| ----------- | ------------------- | ----------------- | ----------------------- |
| -48 kg      | Ali Mechmedow       | László Bíró       | Jan Falandys            |
| -52 kg      | Walentin Jordanow   | Szaban Trstena    | Władysław Stecyk        |
| -57 kg      | Stefan Iwanow       | Rusłan Karajew    | Jozef Schwendtner       |
| -62 kg      | Simeon Szterew      | Iwan Grigorjew    | József Orbán            |
| -68 kg      | Kamen Penew         | Fevzi Şeker       | Dawit Gigauri           |
| -74 kg      | Shaban Sejdiu       | Pekka Rauhala     | Władimir Dzugutow       |
| -82 kg      | Reşit Karabacak     | Efraim Kamberow   | Gieorgij Makasaraszwili |
| -90 kg      | Piotr Naniew        | Georgi Karaduszew | Uwe Neupert             |
| -100 kg     | Magomied Magomiedow | Roland Gehrke     | Július Strnisko         |
| +100 kg     | József Balla        | Nikoła Złatew     | Boris Bigajew           |

### Tabela medalowa
| Lp. | Państwo        | Złoto | Srebro | Brąz |
| --- | -------------- | ----- | ------ | ---- |
| 1   | Bułgaria       | 5     | 3      | 0    |
| 2   | ZSRR           | 2     | 2      | 4    |
| 3   | Węgry          | 1     | 1      | 1    |
| 4   | Turcja         | 1     | 1      | 0    |
|     | Jugosławia     | 1     | 1      | 0    |
| 6   | NRD            | 0     | 1      | 1    |
| 7   | Finlandia      | 0     | 1      | 0    |
| 8   | Polska         | 0     | 0      | 2    |
|     | Czechosłowacja | 0     | 0      | 2    |